# Muromskoje (przystanek kolejowy)
Muromskoje (ros. Муромское) – przystanek kolejowy w miejscowości Muromskoje, w rejonie zielenogradskim, w obwodzie królewieckim, w Rosji. Położony jest na linii Królewiec – Zielenogradsk – Swietłogorsk.

## Historia
W okresie przynależności tych terenów do Niemiec istniała tu stacja kolejowa Laptau.